# 曾文彬
曾文彬（1941年3月5日—），中华人民共和国外交官，历任驻长崎总领事、外交部新闻司参赞。

## 生平
曾文彬1941年3月5日出生于湖南望城县，长于荆州弥市。1960年自荆州中学毕业后，考入外交学院。1965年进入外交部新闻司工作。1973年3月，读卖新闻社副社长原四郎率团访华，曾文彬陪同接待。
1980年起，曾文彬在中国驻日本大使馆担任新闻官工作，先后任随员、三秘和二秘。1985年调回新闻司，任一秘、副处长。1989年再次派往日本担任新闻官工作，任一秘、参赞。1992年明仁天皇访华前，为打消日本舆论顾虑，曾文彬专门邀请NHK记者园田矢访华，采访多名国家领导人。
1993年，任国外工作局参赞。1996年2月至1999年2月，任驻长崎总领事。1999年调回新闻司，任参赞。2001年5月退休。退休后，曾文彬受聘为日本中部大学国际关系学部教授。2014年6月，中部大学在同济大学校内开设上海事务所。他任事务所顾问、客座教授。此外，他还是同济大学亚太研究中心兼职教授、中日关系史学会理事和外交部老干部笔会理事。

## 家庭
夫人周国英，育有两子。

## 著作
- 《一个逃难儿的人生：荆州走出的外交官》